# Staškovce
Staškovce es un municipio del distrito de Stropkov en la región de Prešov, Eslovaquia, con una población estimada a final del año 2024 de 236 habitantes.
Se encuentra ubicado al noreste de la región, cerca del río Ondava (cuenca hidrográfica del río Tisza) y de la frontera con  Polonia.

## Demografía
| Año        | 1994 | 2004    | 2014    | 2024   |
| ---------- | ---- | ------- | ------- | ------ |
| Población  | 275  | 277     | 250     | 236    |
| Diferencia |      | +0,72 % | −9,74 % | −5,6 % |

| Año        | 2023 | 2024    |
| ---------- | ---- | ------- |
| Población  | 242  | 236     |
| Diferencia |      | −2,47 % |